# Кедрозеро (озеро)
Ке́дрозеро — озеро в южной части Республики Карелия, в Кондопожском районе.

## Общие сведения
Котловина тектонического происхождения.
Озеро удлинённой формы, вытянуто с северо-запада на юго-восток. Площадь поверхности — 24,3 км², площадь водосборного бассейна — 895 км², высота над уровнем моря — 62,0 м.
На озере 9 островов общей площадью 0,6 км².
Через озеро протекает река Лижма. Берега высокие, встречаются отвесные склоны.
В озере обитают ряпушка, плотва, окунь, щука, лещ, сиг, налим, ёрш.
Озеро служит источником водоснабжения посёлка Лижма.